# René Rudier
 (novembre 2009).
Si vous disposez d'ouvrages ou d'articles de référence ou si vous connaissez des sites web de qualité traitant du thème abordé ici, merci de compléter l'article en donnant les références utiles à sa vérifiabilité et en les liant à la section « Notes et références ».
René Rudier (né le 1er janvier 1933 à Fort-de-France, Martinique) est un footballeur français.

## Biographie
Il débute en métropole au CSM Pantin puis au CA Montreuil, clubs amateurs de la région parisienne où il reste trois saisons.
Puis il signe un contrat professionnel à l'US Boulogne où il joue jusqu'en 1964. 
Une blessure suivie d'une opération du ménisque met un terme à sa carrière.

## Carrière
- 1952-1955 :  CSM Pantin
- 1955-1958 :  CA Montreuil
- 1958-1964 :  US Boulogne (en D2 à partir de 1959)